# Llantarnam
Llantarnam è un centro abitato del Galles, situato nella contea del Torfaen.